# Papiermoleken
Het Papiermoleken (ook: Kleine Molen) is een watermolen in de tot de Vlaams-Brabantse gemeente Bierbeek behorende plaats Korbeek-Lo, gelegen aan de Oaselaan 27.
Deze onderslagmolen op de Molenbeek fungeerde als papiermolen.

## Geschiedenis
Vanaf 1472 stond hier een watermolen in het gehucht Overlo. Omstreeks 1700 verdween deze molen. Waarschijnlijk werd hij verwoest door Franse troepen.
In 1722 werd een nieuwe molen opgericht die als papiermolen dienst ging doen. In 1864 werd het molenhuis volledig herbouwd maar bleef als papiermolen in werking. Ook karton werd er vervaardigd. Uiteindelijk werd de molen, niet meer in gebruik als papiermolen, in 1883 verkocht. In 1885 kwam er een wolwasserij in en later een aluminiumgieterij die nog steeds de waterkracht benutte.
Begin 20e eeuw kwam de molen en omgeving in bezit van een handelaar die het als buitengoed in gebruik nam, maar in 1914 brandde het gebouw af. Het werd wel herbouwd, maar niet meer als molen gebruikt.
In 1970 kwam het goed aan de paters Redemptoristen en in 1988 kochten de Broeders van Liefde van het Sint-Kamillusinstituut het. Hier werden patiënten, die ontslagen waren uit het psychiatrisch ziekenhuis, een tijd opgevangen ter voorbereiding van terugkeer in de maatschappij. Uiteindelijk werd dit opvanghuis verplaatst naar het nabijgelegen Leuven en raakten gebouw en park in verval. In 2019 werd het gebouw geschikt gemaakt voor centraal wonen.